# Feste Absperrung

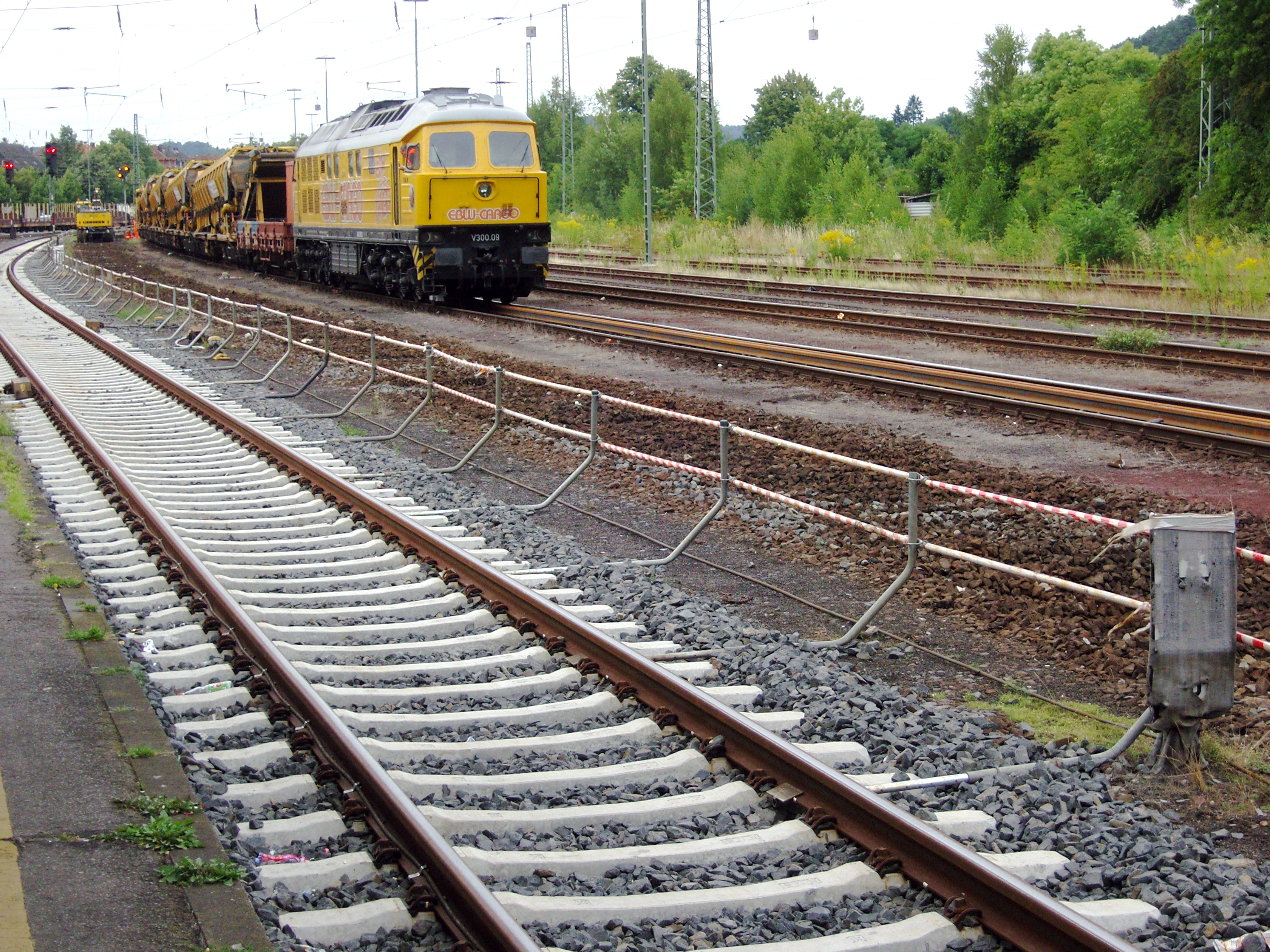
Feste Absperrung zwischen Bahnsteiggleis und Baubereich

Eine Feste Absperrung ist eine Sicherheitsmaßnahme im Gleisbau. Sie verhindert, dass Versicherte unbeabsichtigt den Gleisbereich eines befahrenen Gleises betreten können. Sie trennt Gleise, an denen gearbeitet wird, von Gleisen, die von Zügen befahren werden, mit durchgehenden Holmen. Im Rahmen der RIMINI Beurteilung der Sicherheit für die Beschäftigten, ist die Feste Absperrung unterhalb der UV-Sperrung und oberhalb der ATWS angesiedelt.
In Deutschland muss der obere Holm einer Festen Absperrung mindestens 75 Zentimeter hoch über der Schienenoberkante liegen; ein zweiter Holm verhindert, dass unter der Absperrung durchgestiegen werden kann. Zur besseren Kenntlichkeit sind die Holme rot-weiß gestreift, zudem verwindungssteif (max. 5 cm bei 0,3 kN) und geerdet. Die Holme werden an Haltebügeln montiert, die an den Schienenfüßen klemmen und unter dem Lichtraum hindurchlaufen. Es gibt jedoch auch neuere Holme, welche mit Magneten an der Schienenaußenkante angebracht werden können.
Die Deutsche Bahn erhöht die Anforderungen für ihre eigenen Baustellen, indem eine Mindesthöhe von 90 cm vorgeschrieben wird. Zudem wird die maximale Geschwindigkeit bei einer Festen Absperrung ohne ATWS auf 120 km/h reduziert. Bei einer festen Absperrung in Kombination mit einer ATWS ist eine Erhöhung der Geschwindigkeit auf 160 km/h im Ausnahmefall möglich. Um den Arbeitsbereich möglichst groß zu halten, orientiert sich der Abstand der Festen Absperrung am Gefahrenraum (Bahn) des befahrenen Gleise, welcher primär abhängig ist von den gefahrenen Geschwindigkeiten.